# Karl Jordan (Turner)
Karl Hermann Christian Jordan (* 23. März 1888 in Papstdorf; † 6. März 1972 in Bautzen) war ein deutscher Turner und Zoologe.

## Werdegang
Karl Jordan wurde am 23. März 1888 als Sohn eines Bauern in Papstdorf im Elbsandsteingebirge geboren. Nach dem Abitur am Annengymnasium in Dresden und einem einjährigen Militärdienst folgte ein Studium an den Universitäten Jena und Leipzig. Er promovierte bei dem Zoologen und Meeresforscher Carl Chun zum Thema Zur Morphologie und Biologie der myrmecophilen Gattungen Lomechusa und Atemeles und einiger verwandter Formen, also über Kurzflügelkäfer (Staphylinidae). Nach dem Staatsexamen für das höhere Lehramt 1914 und dem Kriegsdienst wurde Jordan Lehrer am Realgymnasium Freiberg, später an der Oberrealschule in Bautzen. 1948 wurde er Lehrbeauftragter für Biologie an der Technischen Hochschule Dresden, nach 1949 dann Professor für Zoologie an der dieser angegliederten Forstlichen Hochschule Tharandt. 1954 bis 1957 war er dort Lehrstuhlinhaber und Direktor des Instituts für Zoologie. Jordan emeritierte 1957. Sein Nachfolger wurde Ulrich Sedlag.
Jordan war als Entomologe spezialisiert auf die Gruppe der Wanzen (Heteroptera). Bis heute von besonderer Bedeutung sind seine Arbeiten über Wasserwanzen der Nepomorpha und Gerromorpha. Daneben publizierte er zahlreiche Arbeiten, vor allem zur Faunistik und Ökologie zu zahlreichen anderen Insektengruppen, auch nach seiner Emeritierung bis in sein Todesjahr. Jordan forschte hier von einem kleinen Häuschen in der Gemeinde Guttau im Landkreis Bautzen und einem ehemaligen Gasthof in Lömischau aus, den er zu seiner privaten Zoologischen Feldstation ausbaute, von dort aus betreute er auch die Arbeiten zahlreicher zoologischer Diplomanden und Doktoranden. Daneben bot er Kurse und Schulungen für Liebhaberentomologen an. Die von ihm begründete Zoologische Feldstation wurde von 1967 bis ca. 1986 durch die Humboldt-Universität Berlin betreut.
Karl Jordan übernahm von 1954 bis 1957 als erster den Vorsitz des „Zentralen Fachausschusses Entomologie“ (ZFA) im Kulturbund der DDR, der Tagungen organisierte und den Zusammenhalt zwischen amtlichen und ehrenamtlichen Entomologen förderte. Nach 1969 wurde er dessen Ehrenvorsitzender. Neben seiner wissenschaftlichen Tätigkeit publizierte Jordan eine Reihen von biologischen Sachbüchern und Lehrbüchern.

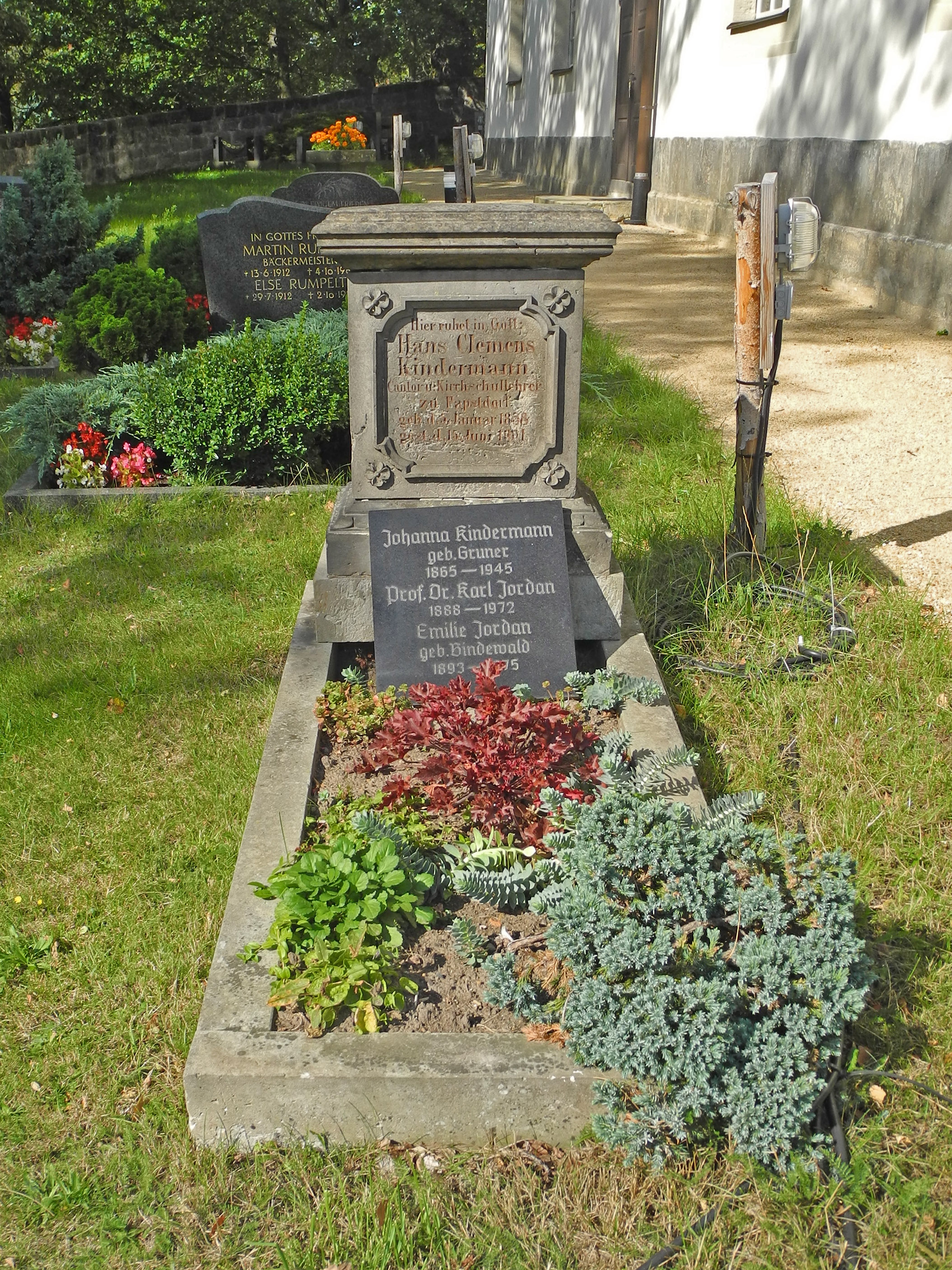
Jordans Grab in Papstdorf

Karl Jordan nahm an den Olympischen Spielen 1912 in Stockholm teil. Mit der deutschen Mannschaft belegte er im Freien System den vierten und im Mannschaftsmehrkampf den fünften Platz.